# Cratere Censorino

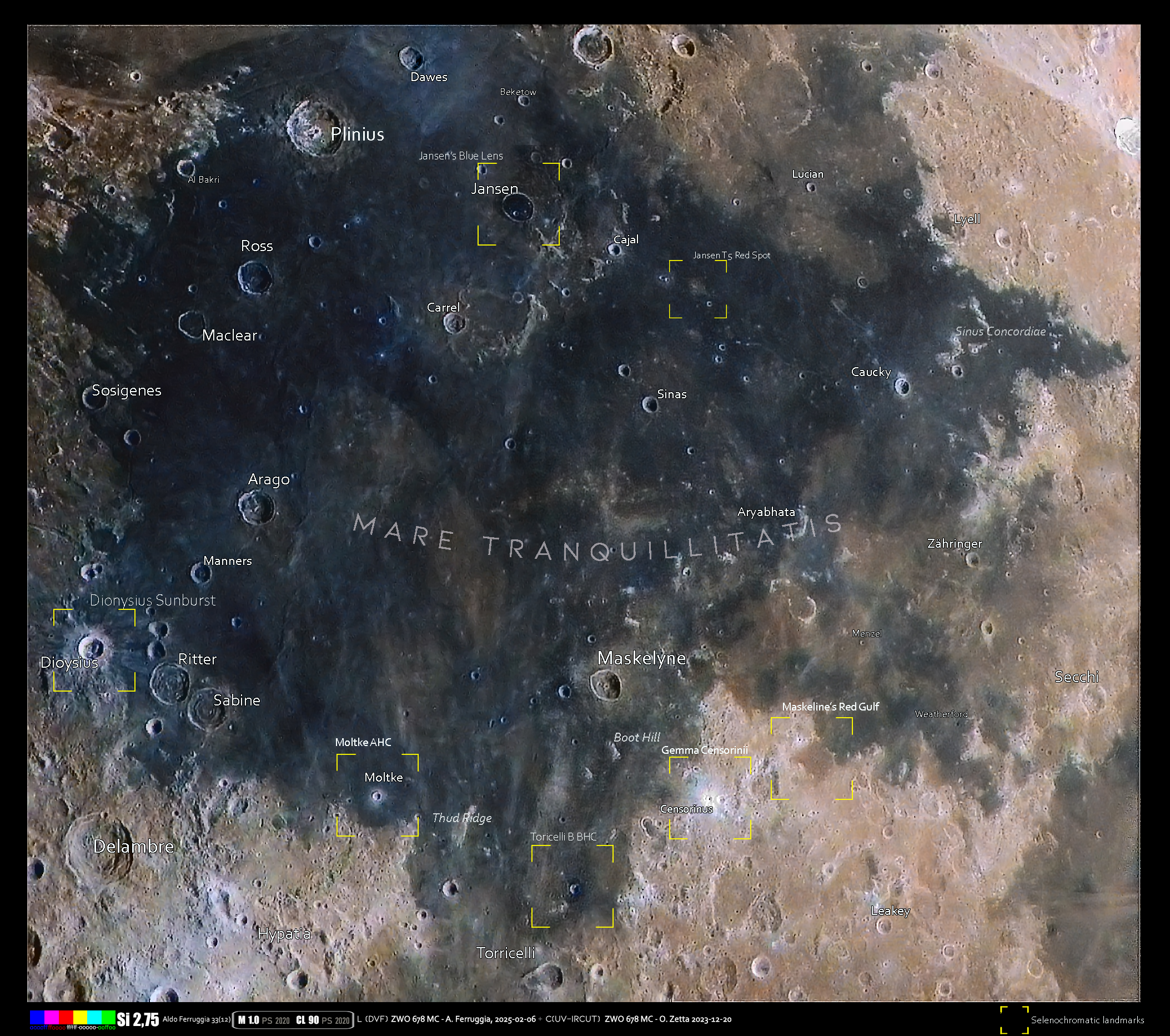
L'area del cratere in formato selenocromatico

Censorino, o Censorinus secondo la denominazione ufficiale, è un cratere lunare di 4,1 km situato nella parte sud-orientale della faccia visibile della Luna su di un'altura a sud-est del Mare Tranquillitatis. A nord-est si trova il cratere Maskelyne.
Questo cratere è caratterizzato da un'area di materiale di elevata albedo che ne circonda il bordo, rendendolo assai cospicuo quando il Sole lo illumina con un angolo elevato, facendone uno degli oggetti più brillanti visibili da Terra sulla superficie della Luna. Aree più chiare si estendono radialmente e contrastano con il mare circostante, ma per la loro asimmetria non formano una vera e propria raggiera.
Censorino ha un margine affilato ed elevato, ed un interno simmetrico ed a forma di tazza. Fotografie ravvicinate, scattate dal Lunar Orbiter 1, di questo cratere, mostrano numerosi grossi blocchi di roccia sulle pendici esterne del bordo, mentre la superficie circostante è cosparsa dai detriti scagliati dall'impatto.
Il cratere è dedicato al grammatico latino Censorino.

## Crateri correlati
Alcuni crateri minori situati in prossimità di Censorinus sono convenzionalmente identificati, sulle mappe lunari, attraverso una lettera associata al nome.
| Censorinus | Coordinate           | Diametro (in km) |
| ---------- | -------------------- | ---------------- |
| A          | 0°25′48″S 32°59′24″E | 6,76             |
| B          | 2°01′12″S 31°26′24″E | 6,89             |
| C          | 3°05′24″S 34°09′00″E | 27,7             |
| D          | 1°57′00″S 35°51′36″E | 10,3             |
| E          | 3°34′48″S 34°50′24″E | 11,26            |
| H          | 1°50′24″S 33°39′36″E | 8,83             |
| J          | 1°02′24″S 31°19′48″E | 5,27             |
| K          | 1°01′12″S 28°51′00″E | 4,49             |
| L          | 2°46′12″S 31°13′48″E | 3,71             |
| N          | 1°55′48″S 36°36′00″E | 36,31            |
| S          | 3°49′12″S 36°11′24″E | 15,55            |
| T          | 3°13′12″S 31°09′36″E | 3,73             |
| U          | 1°30′36″S 34°26′24″E | 3,44             |
| V          | 0°39′S 35°27′E       | 4,24             |
| W          | 1°01′12″S 37°29′24″E | 8,26             |
| X          | 0°35′24″S 37°11′24″E | 16,9             |
| Z          | 3°40′48″S 36°48′00″E | 11,49            |

Il cratere Censorinus F" è stato ridenominato dall'Unione Astronomica Internazionale Leakey nel 1976.